# کوک (مینه‌سوتا)
کوک، مینه‌سوتا (به انگلیسی: Cook, Minnesota) یک شهر در ایالات متحده آمریکا است که در مینه‌سوتا واقع شده‌است.

## خصوصیات
کوک ۶٫۵۵ کیلومترمربع مساحت و ۵۷۴ نفر جمعیت دارد و ۳۹۸ متر بالاتر از سطح دریا واقع شده‌است.